# Championnat d'Irlande de football 1907-1908
Navigation
Édition précédente Édition suivante
Le dix-huitième championnat d'Irlande de football se déroule en 1907-1908. 
Linfield FC remporte son neuvième titre de champion. 
Il n’y a pas de système de promotion/relégation organisé cette année. Toutes les équipes participant au championnat sont maintenues quel que soit le résultat.

## Les 8 clubs participants
- Belfast Celtic
- Bohemian FC
- Cliftonville FC
- Derry Celtic
- Distillery FC
- Glentoran FC
- Linfield FC
- Shelbourne FC

## Classement
| Rang | Équipe          | Pts | J  | G  | N | P  | Bp | Bc | Diff |
| ---- | --------------- | --- | -- | -- | - | -- | -- | -- | ---- |
| 1    | Linfield FC     | 22  | 14 | 10 | 2 | 2  | 31 | 15 | +16  |
| 2    | Cliftonville FC | 17  | 14 | 6  | 5 | 3  | 22 | 16 | +6   |
| 3    | Glentoran FC    | 17  | 14 | 7  | 3 | 4  | 27 | 23 | +4   |
| 4    | Distillery FC   | 14  | 14 | 6  | 2 | 6  | 21 | 21 | 0    |
| 5    | Shelbourne FC   | 14  | 14 | 6  | 2 | 6  | 22 | 17 | +5   |
| 6    | Belfast Celtic  | 13  | 14 | 6  | 1 | 7  | 21 | 20 | +1   |
| 7    | Derry Celtic    | 9   | 14 | 4  | 1 | 9  | 16 | 30 | -14  |
| 8    | Bohemian FC     | 6   | 14 | 2  | 2 | 10 | 13 | 31 | -18  |

|  | Champion d'Irlande |
|  | Relégation         |

## Bilan de la saison
| Tableau d'Honneur                 |             |
| Compétition                       | Vainqueur   |
| Championnat d'Irlande de football | Linfield FC |
| Coupe d'Irlande de football       | Bohemian FC |

| Promotions et relégations |       |
| Relégués                  | Aucun |
| Promus                    | Aucun |